# Штолценау
Штолценау (њем. Stolzenau) општина је у њемачкој савезној држави Доња Саксонија. Једно је од 36 општинских средишта округа Нинбург (Везер). Према процјени из 2010. у општини је живјело 7.472 становника. Посједује регионалну шифру (AGS) 3256032.

## Географски и демографски подаци
Штолценау се налази у савезној држави Доња Саксонија у округу Нинбург (Везер). Општина се налази на надморској висини од 29 метара. Површина општине износи 64,9 km². У самом мјесту је, према процјени из 2010. године, живјело 7.472 становника. Просјечна густина становништва износи 115 становника/km².